# Ctenophorus gibba
Ctenophorus gibba — вид ігуаноподібних ящірок родини агамових (Agamidae). Ендемік Австралії.

## Поширення й екологія
Ctenophorus gibba мешкають у басейні озера Ейр у Південній Австралії. Вони живуть у глинистих і піщаних пустелях, серед каміння.